# 范之箴
范之箴（1517年—？），字從敬，號鏡川，浙江嘉興府秀水縣人，民籍，明朝政治人物。曾歷漢陽知府。

## 生平
嘉靖十三年（1534年）浙江鄉試第六十四名舉人。嘉靖十四年（1535年）聯捷乙未科進士。初任行人司行人，转司正。升工部都水司郎中，出爲湖廣永州府、漢陽府知府，升本省参议，迁山东兵备副使，晉湖广参政。官至云南按察使，罢归。

## 事跡
任漢陽知府其間，為紀念大禹治水曾修建武漢名勝晴川閣。

## 家族
曾祖范麟；祖父范瓊，曾任縣丞；父范詔，母姚氏。